# 直屬派出所
直屬派出所制度是中華人民共和國公安部2014年開展的警政制度創新，為了應對城中村問題。直屬派出所所長將由屬地公安派出所政治委员兼任，警力由所在市公安局統一調配。

## 沿革
在1978年開始改革開放後的30多年間裏，一些經濟發達地區（如珠三角、長三角、環渤海、直轄市、省會城市等）城市的建成面積迅速擴張，原先分布在城市周邊的農村被納入城市的版圖，被鱗次櫛比的高樓大廈所包圍，成為了「都市裡的村莊」，之後這些剛被併入城市化的城鄉結合部地區因為房租較低成為了外來務工人員的聚居區。
這些城中村本地戶籍人口和外來人口差異巨大，有時本村人僅數千，外來人口卻達五六萬甚至十萬人，產生各種混亂和衛生、消防、治安問題，而原本依據戶籍人口配置的警力派出所編制嚴重不符需求，2014年該長期問題被中央電視台做專題討論，9月北京市公安局宣布將建立13個直屬派出所和35個分局直屬警務站，從北京流動人口聚集的60個重點區域開始試點此一制度，為本外人口差異巨大的城中村加派新設直屬派出所增加人力，警力來源有全國各地閒置警力調集，還有警校實習生等，每一站點增警力數十人不等，並中央另下發經費給當地村鎮委會額外僱用民間保安上百人協助日常巡邏。
直屬派出所不負責户籍业务和案件辦理，此部分依然由原當地派出所負責，只負責治安巡查、消防、交通等勤務支援。